# École supérieure des beaux-arts de Porto

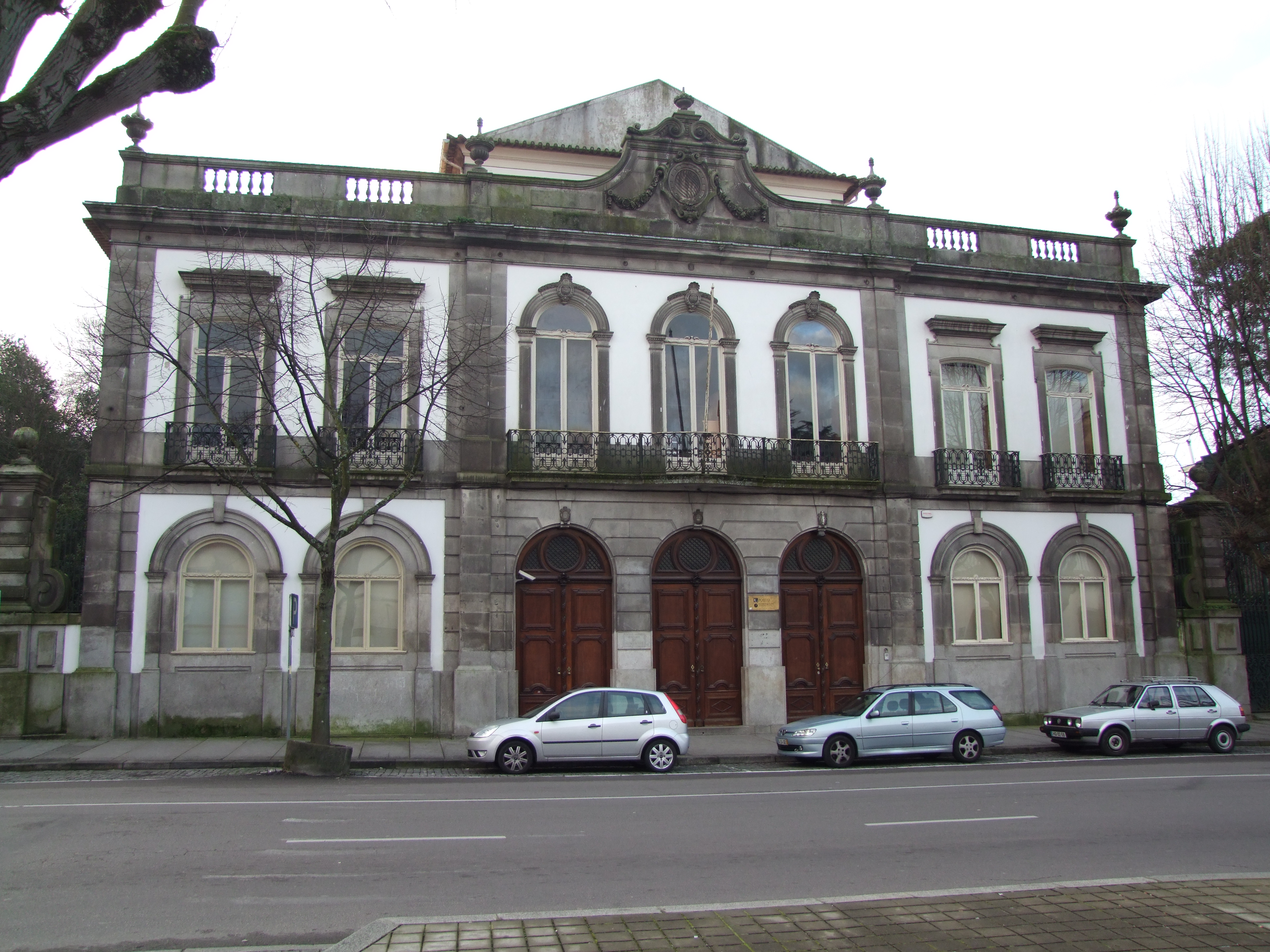
L'École supérieur des beaux-arts de Porto.

L'École supérieure des beaux-arts de Porto (en portugais : Escola Superior de Belas-Artes do Porto), est une école nationale d'enseignement supérieur des beaux-arts située à Porto, au Portugal, dont l'histoire remonte à 1780. Elle abrite la Faculté des beaux-arts de l'université de Porto (pt) (Faculdade de Belas-Artes da Universidade do Porto).
Parmi les peintres y ayant étudié, on peut citer :
- Maria José Aguiar (1948-)
- Artur Loureiro (1853-1932)
- José Júlio de Sousa Pinto (1856-1939)
- Henrique Pousão (1859-1884)
- Júlio Pomar (1926-2018)
- Alexandre Baptista (artiste plasticien) (pt) (né en 1969)